# Jaguar XJS
O Jaguar XJS (antes chamado de XJ-S), é um automóvel tipo gran turismo luxuoso, fabricado pela Jaguar Cars de 1975 a 1996. 